# Rosenthal (Familienname)
Rosenthal ist ein Familienname.

## Namensträger

### A
- Abraham Rosenthal (Unternehmer) (1821–1902), deutscher Textil- und Porzellanunternehmer
- Abraham Rosenthal (Mediziner, 1866) (1866–1937), deutscher Balneologe
- Abraham Rosenthal (Mediziner, 1875) (1875–1938), deutscher Psychiater
- Abraham Michael Rosenthal (A. M. Rosenthal; 1922–2006), US-amerikanischer Journalist
- Adolf Rosenthal (1838–1866), deutscher Bildhauer
- Albert Rosenthal (Reeder) (Friedrich Wilhelm Albert Rosenthal; 1828–1882), deutscher Reeder und Kapitän
- Albert Rosenthal (Verleger) (1861–1942), deutscher Großhändler und Verleger
- Albert Rosenthal (Maler) (1863–1939), US-amerikanischer Maler, Grafiker und Kunstsammler
- Albert J. Rosenthal (Albert Joseph Rosenthal; 1919–2010), US-amerikanischer Jurist und Rechtswissenschaftler
- Albi Rosenthal (1914–2004), britischer Musikwissenschaftler
- Alfred Rosenthal (Jurist) (1875–1955), deutscher Jurist und Emigrant
- Alfred Rosenthal (Journalist) (1888–1942), deutscher Filmjournalist und -lobbyist
- Alfred Rosenthal (Chemiker) (* 1902), deutscher Chemiker
- Alfred Rosenthal (Mediziner) (* 1915), deutscher Mediziner und Hochschullehrer
- André Rosenthal (* 1956), deutscher Molekularbiologe und Genetiker
- Annedore Rosenthal, Geburtsname von Annedore Leber (1904–1968), deutsche Publizistin, Verlegerin und Politikerin
- Arthur Rosenthal (Mathematiker) (1887–1959), deutscher Mathematiker
- Arthur Rosenthal (Verleger) (1919–2013), US-amerikanischer Verleger
- Arthur Rosenthal, Geburtsname von Arthur West (1922–2000), österreichischer Lyriker, Schriftsteller und Journalist
- August Rosenthal (1820–1912), deutscher Maler

### B
- Benjamin Stanley Rosenthal (1923–1983), US-amerikanischer Soldat, Jurist und Politiker
- Bernard M. Rosenthal (1920–2017), deutsch-US-amerikanischer Buchhändler und Antiquar
- Bernhard Rosenthal (1881–1938), deutscher Gynäkologe
- Berthold Rosenthal (1875–1957), deutscher Lehrer und Autor

### C
- Caitlin Rosenthal, US-amerikanische Historikerin
- Carl Rosenthal (Pädagoge) (1803–1877), deutscher Volksschulpädagoge und Bildungspolitiker
- Carl Rosenthal (Dirigent), Arrangeur und Dirigent
- Carl Albert Rosenthal (1801–1879), deutscher Architekt und Baubeamter
- Carl August Rosenthal (1904–1993), österreichischer Musikwissenschaftler und Herausgeber
- Caroline Rosenthal (* 1969), deutsche Amerikanistin und Hochschullehrerin
- Charles Rosenthal (1875–1954), australischer Artillerieoffizier und Divisionskommandeur
- Charlotte Minna Rosenthal (auch Liselotte Rosenthal, 1905–1942), deutsche Pianistin, Emigrantin, ermordet in Auschwitz
- Cheyenne Rosenthal (* 2000), deutsche Rennrodlerin
- Clara Rosenthal (1863–1941), deutsche Kunstmäzenin
- Conrad Rosenthal (1848–1899), österreichischer Baumschulbesitzer, Pomologe und Fachautor
- Constantin Daniel Rosenthal (1820–1851), rumänischer Maler und Bildhauer österreichisch-jüdischer Abstammung und Revolutionär
- Constanze von Wetter-Rosenthal (1872–1948), baltische Bildhauerin

### D
- David Rosenthal (Philosoph), US-amerikanischer Philosoph und Psychologe
- David Rosenthal (Musiker), US-amerikanischer Keyboarder, Produzent und Songwriter
- David August Rosenthal (1821–1875), deutscher Arzt, Publizist und Autor
- David H. Rosenthal (1945–1992), US-amerikanischer Übersetzer und Autor
- Dean Rosenthal (* 1974), US-amerikanischer Komponist
- Debora Rosenthal (* 1993), deutsche Fernsehdarstellerin und Produzentin
- Denise Rosenthal (* 1990), chilenische  Sängerin und Singer-Songwriterin
- Dorothea Eleonora von Rosenthal (vor 1600–nach 1649), deutsche Dichterin

### E
- Eduard Rosenthal (1853–1926), deutscher Jurist, Hochschullehrer und Politiker (NLP, DDP)
- Elisabeth Rosenthal (1827–1891), deutsche Lehrerin
- Else Rosenthal (1874–1908), deutsche Medizinerin
- Emil Rosenthal (1899–1944), deutscher Filmschaffender
- Emma Rosenthal (1890–1973), deutsche Gerechte unter den Völkern
- Erich Rosenthal, Geburtsname von Erich Rosendahl (1866–1952), deutscher Heimatforscher, Journalist und Autor
- Erich Rosenthal (Soziologe) (1912–1996), deutsch-US-amerikanischer Soziologe
- Erich Rosenthal-Pelldram (1905–1989), deutscher Jurist und Verwaltungsbeamter
- Erich Rudolf Otto Rosenthal, Geburtsname von Billy Jenkins (Artist) (1885–1954), deutscher Varietékünstler
- Ernst Rosenthal (Industrieller) (1890–1969), deutscher Porzellanindustrieller
- Ernst Rosenthal, Geburtsname von Heinrich Hellmund (1897–1937), deutscher Philosoph
- Ernst Rosenthal (Mediziner) (1898–1971), deutscher Augenarzt
- Ernst Rosenthal-Rosta (1888–1969), deutscher Maler
- Ernst Peter Rosenthal (später Ernst Peter Tal; 1888–1936), österreichischer Verleger, siehe Verlag E.P. Tal & Co
- Erwin Rosenthal (Antiquar) (1889–1981), deutscher Kunsthistoriker und Antiquar
- Erwin Rosenthal, Geburtsname von Fred Ross (1892–??), deutscher Jazzmusiker
- Erwin Rosenthal (Orientalist) (1904–1991), deutsch-britischer Orientalist
- Erwin Rosenthal (Heimatforscher) (* 1939), deutscher Philosoph und Heimatforscher

### F
- Falk Rosenthal (* 1972), deutscher Grafikdesigner
- Felix Rosenthal (Unternehmer), deutscher Unternehmer
- Felix Rosenthal (Musiker) (1867–1936), österreichischer Pianist, Komponist und Musikschriftsteller
- Felix Rosenthal (Antiquar) (1917–2009), deutsch-US-amerikanischer Architekt und Antiquar
- Ferdinand Rosenthal (1839–1921), deutscher Rabbiner
- Frank Rosenthal (Manager) (1929–2008), US-amerikanischer Spieler und Spielbankmanager
- Frank Rosenthal (Maler) (* 1957), deutscher Maler
- Franz Rosenthal (Fabrikant) (1875–1933), deutscher Unternehmer
- Franz Rosenthal (Rabbiner) (auch Frank Rosenthal; 1911–1979), deutsch-US-amerikanischer Rabbiner
- Franz Rosenthal (Orientalist) (1914–2003), deutsch-US-amerikanischer Orientalist
- Franz E. Rosenthal (1885–1973), deutscher Dermatologe
- Frieda Rosenthal (1891–1936), deutsche Politikerin und Widerstandskämpferin
- Friedrich Rosenthal (Pädagoge) (1846–1916), deutscher Pädagoge
- Friedrich Rosenthal (Regisseur) (geb. Jacques Rosenthal; 1885–1942), österreichischer Regisseur, Dramaturg und Theaterwissenschaftler
- Friedrich Rosenthal, eigentlicher Name von Friedrich Richter (Schauspieler) (1894–1984), deutscher Schauspieler
- Friedrich Rosenthal (Mediziner) (1902–1982), deutscher Internist und Radiologe
- Friedrich Christian Rosenthal  (1780–1829), deutscher Anatom und Chirurg
- Fritz Rosenthal (Maler) (1870–1939), schwedischer Maler
- Fritz Rosenthal (Mediziner) (1874–1953), deutscher Chirurg
- Fritz Rosenthal, Geburtsname von Schalom Ben-Chorin (1913–1999), deutsch-israelischer Journalist und Religionswissenschaftler

### G
- Gabriele Rosenthal (* 1954), deutsche Soziologin
- Gabriella Rosenthal (1913–1975), israelische Malerin, Karikaturistin und Autorin
- Georg Rosenthal (Pädagoge) (1874–1934), deutscher Klassischer Philologe und Pädagoge
- Georg Rosenthal (Politiker) (* 1946), deutscher Politiker (SPD)
- Gerry Raymond Rosenthal (* 1980), US-amerikanischer Synchronsprecher
- Gertrud Bodenwieser-Rosenthal (1890–1959), österreichische Choreografin und Tanzlehrerin
- Gertrude Rosenthal (1906–1989), deutschamerikanische Kunsthistorikerin
- Gottfried Erich Rosenthal (1745–1813), deutscher Meteorologe
- Günter Rosenthal (* 1937), deutscher Fußballspieler

### H
- Hans Rosenthal (Architekt, 1894) (1894–1943), deutscher Architekt
- Hans Rosenthal (Widerstandskämpfer) (1903–nach 1945), deutscher Ingenieur und Widerstandskämpfer
- Hans Rosenthal (Schriftsteller) (1906–1950), deutscher Schriftsteller
- Hans Rosenthal (1925–1987), deutscher Entertainer
- Hans-Alfred Rosenthal (1924–2009), deutscher Virologe
- Hansjoachim Rosenthal (1956–2013), deutscher Mörder
- Hans Werner Rosenthal (1907–nach 1974), deutsch-britischer Architekt
- Harald Rosenthal (* 1937), deutscher Meeresbiologe
- Harry Rosenthal (1892–1966), deutscher Architekt
- Haskell Rosenthal, US-amerikanischer Mathematiker
- Heiko Rosenthal (* 1974), deutscher Jurist und Politiker (Die Linke)
- Heinrich von Rosenthal (Jurist) (auch Heinrich von Rosenthall; † 1625), deutscher Jurist
- Heinrich von Rosenthal (Politiker) (1808–1865), deutscher Politiker, Bürgermeister von Kettwig
- Heinrich Rosenthal (Politiker, 1846) (1846–1916), estnischer Mediziner und Politiker
- Heinrich Rosenthal (Richter) († 1926), deutscher Jurist, Richter und Herausgeber
- Heinrich Bernhard Rosenthal (1829–1876),  deutscher Bankier, Journalist und Verleger
- Heinz Rosenthal (Heimatforscher) (1906–1973), deutscher Lehrer und Heimatforscher
- Heinz Rosenthal (Schauspieler) (1907–1977), deutscher Schauspieler
- Heinz Rosenthal (Choreograf), deutscher Choreograf und Regisseur
- Henny Rosenthal (1884–1944), deutsche Gärtnerin
- Henry Rosenthal (* 1960), deutscher Maler
- Herbert Rosenthal (Fotograf) (1862–1938), deutscher Fotograf
- Herbert Rosenthal (Politiker) († 1962), deutscher Politiker (NDPD), MdV
- Herbert Rosenthal, Geburtsname von Herbert Rona (1906–1977), deutsch-amerikanischer Schriftsteller, Schauspieler und Theaterwissenschaftler
- Herman Rosenthal (Autor) (1843–1917), lettisch-US-amerikanischer Autor, Herausgeber und Bibliothekar
- Hermann Rosenthal (1837–1896), deutscher Schriftsteller und Lyriker
- Herschel Rosenthal (1918–2009), US-amerikanischer Politiker
- Hieronymus Rosenthal (1763–1845), deutscher Förster und Abgeordneter
- Hilde Mirjam Rosenthal, Geburtsname von Mira Lobe (1913–1995), österreichische Schriftstellerin
- Hildegard Rosenthal (1913–1990), schweizerisch-deutsche Fotojournalistin
- Horst Rosenthal (1915–1942), deutscher Zeichner
- Hugo Rosenthal (Unternehmer) (1858–1949), deutsch-österreichischer Maschinentechniker und Unternehmensmitgründer
- Hugo Rosenthal (Pädagoge) (1887–1980), deutsch-israelischer Pädagoge
- Hugo Rosenthal-Bonin (1840–1897), deutscher Schriftsteller

### I
- Ilse Helling-Rosenthal (1886–1939), deutsche Sopranistin und Gesangslehrerin
- Ilse Rosenthal-Schneider (1891–1990), deutsch-australische Physikerin und Philosophin
- Isidor Rosenthal (1836–1915), deutscher Physiologe
- Isidora Rosenthal-Kamarinea (1918–2003), griechisch-deutsche Neogräzistin und Hochschullehrerin

### J
- Jack Rosenthal (1931–2004), britischer Dramatiker und Drehbuchautor
- Jacob Rosenthal (* 1969), deutscher Philosoph
- Jacques Rosenthal (1854–1937), deutscher Buchhändler und Antiquar
- Jacques Rosenthal, Geburtsname von Friedrich Rosenthal (Regisseur) (1885–1942), österreichischer Regisseur, Dramaturg und Theaterwissenschaftler
- Jaime Rolando Rosenthal Oliva (1936–2019), honduranischer Politiker
- Jakob Rosenthal (1902–1984), österreichischer Journalist
- Jan Rosenthal (* 1986), deutscher Fußballspieler
- Jane Rosenthal (* 1956), US-amerikanische Filmproduzentin
- Jenna Rosenthal (* 1996), US-amerikanische Volleyballspielerin
- Jessica Rosenthal (* 1992), deutsche Politikerin (SPD)
- Joe Rosenthal (1911–2006), US-amerikanischer Fotograf
- Johann Rosenthal (Joro; * 1935), österreichischer Maler
- Johannes Rosenthal (Dichter) (1615–1690), deutscher Lehrer, Prediger und Lieddichter
- Johannes Rosenthal (Architekt) (1882–1953), deutscher Architekt und Baubeamter
- Johannes Rosenthal (Bischof) (1903–1975), südafrikanischer Geistlicher, Bischof von Queenstown
- John Herbert Rosenthal (1881–1944), deutscher Architekt
- Jos Rosenthal (Josef Rosenthal; * 1938), österreichischer Wissenschaftsjournalist
- Josef Rosenthal, Geburtsname von Joseph von Maier (1797–1873), deutscher Rabbiner
- Josef Rosenthal (Unternehmer) (1805–1862), deutscher Unternehmer
- Josef Rosenthal (Ingenieur) (1867–1938), deutscher Ingenieur und Physiker
- Joseph Rosenthal (Antiquar) (1805–1885), deutscher Schneider, Händler und Antiquar
- Joseph Rosenthal (Kaufmann) (1873–??), deutscher Kaufmann und Warenhausinhaber
- Julius Rosenthal (1863–1934), deutscher Kantor und Historiker
- Jürgen Rosenthal (* 1949), deutscher Schlagzeuger

### K
- Karl Rosenthal (Politiker, 1775) (1775–1847), deutscher Politiker, Bürgermeister von Neustadt
- Karl Rosenthal (Politiker, 1817) (1817–1906), deutscher Pädagoge, Schriftsteller und Politiker, MdL Hannover
- Karl Rosenthal (Jurist) (1879–1970), deutsch-US-amerikanischer Rechtsanwalt
- Karl Rosenthal (Rabbiner) (1885–1952), deutscher Rabbiner
- Karl Heinz Rosenthal, Geburtsname von Harry Ralton (1897–1953), deutscher Komponist, Pianist und Autor
- Käthe Rosenthal (1893–1942), deutsche Botanikerin und Opfer des Holocaust
- Katrine Greis-Rosenthal (* 1985), dänische Schauspielerin
- Kurt Erdmann Rosenthal (1871–1946), deutscher Energiemanager

### L
- Laurence Rosenthal (* 1926), US-amerikanischer Komponist
- Lee H. Rosenthal (* 1952), US-amerikanische Richterin
- Leo Rosenthal (1884–1969), deutscher Fotograf
- Leeser Rosenthal (1794–1868), deutscher Lehrer, Privatgelehrter und Büchersammler
- Lodewijk Hendrik Nicolaas Bosch van Rosenthal (1884–1953), niederländischer Jurist und Politiker
- Louis Rosenthal (1846–1921), deutscher Bergingenieur, Autor und Kinogründer
- Ludwig Rosenthal (Antiquar) (1840–1928), deutscher Buchhändler und Antiquar
- Ludwig Rosenthal (Rabbiner) (Ludwig August Rosenthal; 1855–1928), deutscher Rabbiner und Religionswissenschaftler
- Ludwig Rosenthal (Historiker) (1896–1988), deutscher Jurist und Historiker
- Ludwig Rosenthal-Dürr (1888–1975), deutscher Buchhändler und Antiquar
- Lukas Rosenthal (* 1988), deutscher Rugby-Union-Spieler

### M
- Macha Rosenthal (1917–1996), US-amerikanischer Literaturwissenschaftler und Lyriker
- Manuel Rosenthal (1904–2003), französischer Komponist und Dirigent
- Marie Rosenthal-Hatschek (1871–1942), österreichische Malerin
- Mark Moissejewitsch Rosental (1906–1975), sowjetischer Philosoph
- Max Rosenthal (Maler) (1833–1918), polnisch-US-amerikanischer Maler
- Max Rosenthal (Richter) (1868–1930), deutscher Richter
- Max Rosenthal (Musiker) (1884–1941), deutscher Violinist
- Mickey Rosenthal (1955), israelischer Politiker
- Moritz Rosenthal (1832/1833–1889), österreichischer Neurologe
- Moriz Rosenthal (1862–1946), polnisch-US-amerikanischer Pianist

### N
- Nan Rosenthal (1937–2014), US-amerikanische Museumskuratorin
- Norman Rosenthal (* 1944), britischer Kunsthistoriker und Kurator

### O
- Olivia Rosenthal (* 1965), französische Schriftstellerin
- Otto Rosenthal (Juwelier) (1829–1919), deutscher Juwelier
- Otto Rosenthal (Chemiker, 1881) (1881–1924), deutscher Chemiker und Unternehmer
- Otto Rosenthal (Chemiker, 1898) (1898–1980), deutsch-US-amerikanischer Biochemiker und Hochschullehrer

### P
- Patrick Rosenthal (* 1979), deutscher Sachbuchautor und Blogger
- Paul Rosenthal (1893–1977), deutscher Politiker (FDP), MdL Niedersachsen
- Peter Rosenthal (Mathematiker) (* 1941), US-amerikanischer Mathematiker, Jurist und Hochschullehrer
- Peter Rosenthal (* 1960), deutscher Autor
- Philip Rosenthal (1916–2001), deutscher Politiker und Unternehmer
- Philip Rosenthal (Filmproduzent) (* 1960), US-amerikanischer Drehbuchautor und Filmproduzent
- Philipp Rosenthal (1855–1937), deutscher Industrieller
- Philipp Rosenthal (Schauspieler) (* 1993), deutscher Schauspieler

### R
- Rachel Rosenthal (1926–2015), französisch-US-amerikanische Performancekünstlerin und Tänzerin
- Raymond Rosenthal (1914–1995), US-amerikanischer Übersetzer
- Rena Rosenthal (1880–1966), US-amerikanische Designerin und Geschäftsfrau österreichischer Herkunft
- Rick Rosenthal (* 1949), US-amerikanischer Regisseur
- Robert Rosenthal (Maler) (1862–1916), deutscher Kirchenmaler
- Robert Rosenthal (Filmverleiher) (1884–1937), Schweizer Filmproduzent und Filmverleiher
- Robert Rosenthal (Pilot) (1917–2007), US-amerikanischer Jurist und Pilot
- Robert Rosenthal (Psychologe) (1933–2024), US-amerikanischer Psychologe
- Rolf Rosenthal (eigentlich Rudolf Rosenthal; 1911–1947), deutscher Gynäkologe und SS-Obersturmführer
- Ronny Rosenthal (* 1963), israelischer Fußballspieler
- Rudi Rosenthal (1913–?), deutscher Musiker
- Rüdiger Rosenthal (* 1952), deutscher Lyriker und Journalist
- Rudolf Rosenthal (Kunsthändler) (1873–1954), österreichisch-US-amerikanischer Kunsthändler und Kunsthistoriker
- Rudolf Rosenthal, eigentlicher Name von Rudolf Roonthal (1896–1983), deutscher Komponist und Liedtexter

### S
- Sam Rosenthal (Musiker) (* 1966), US-amerikanischer Musiker und Komponist
- Samuel Rosenthal (1837–1902), polnisch-französischer Schachspieler und Journalist
- Schmuel Rosenthal (auch Sam Rosenthal; * 1947), israelischer Fußballspieler
- Sean Rosenthal (* 1980), US-amerikanischer Beachvolleyballspieler
- Sidney Rosenthal (1906/1907–1979), US-amerikanischer Erfinder
- Siegfried Rosenthal (1888–??), deutscher Schifffahrtsmanager
- Sinaida Rosenthal (1932–1988), deutsche Biochemikerin
- Stephanie Rosenthal (* 1971), deutsche Kunsthistorikerin und Kuratorin

### T
- Tatjana Konradowna Rosenthal (1884–1921), russische Neurologin und Psychoanalytikerin
- Ted Rosenthal (* 1959), US-amerikanischer Jazzpianist
- Theodor Taulow von Rosenthal (1702–1779), österreichischer Archivar
- Toby Edward Rosenthal (1848–1917), US-amerikanischer Maler
- Tom Rosenthal (Herausgeber) (Thomas Gabriel Rosenthal; 1935–2014), britischer Herausgeber und Kunstkritiker
- Tom Rosenthal (Musiker) (* 1986), britischer Komponist und Singer-Songwriter
- Tom Rosenthal (Schauspieler) (* 1988), britischer Schauspieler und Komiker
- Tony Rosenthal (1914–2009), US-amerikanischer Künstler

### U
- Uri Rosenthal (* 1945), niederländischer Politiker
- Uwe Rosenthal (* 1950), deutscher Chemiker und Hochschullehrer

### W
- Walter Rosenthal (* 1954), deutscher Arzt, Pharmakologe und Wissenschaftsmanager
- Walter Rosenthal (Politiker) (1885–1945), deutscher Politiker
- Walther Rosenthal (1917–1987), deutscher Jurist und Sportfunktionär
- Wanja Rosenthal (* ≈1996), österreichischer Jazzmusiker
- Werner Rosenthal (1931–2008), deutscher Bildhauer und Medailleur
- Wilfried von Rosenthal (1908–1975), deutscher Brigadegeneral der Bundeswehr
- Wilhelm Rosenthal (Unternehmer) (1864–??), deutscher Industrieller
- Wilhelm Rosenthal (Jurist) (1870–1933), deutscher Jurist und Anwalt
- Willy Rosenthal (Wilhelm Friedrich Rosenthal; 1882–1963), deutsch-schweizerischer Gartenarchitekt
- Wolfgang Rosenthal (1882–1971), deutscher Kieferchirurg

### Y
- Yani Rosenthal (* 1965), honduranischer Geschäftsmann und Politiker
- Yuval Rosenthal (* 1995), israelischer Eishockeyspieler